# Reloj de fuego

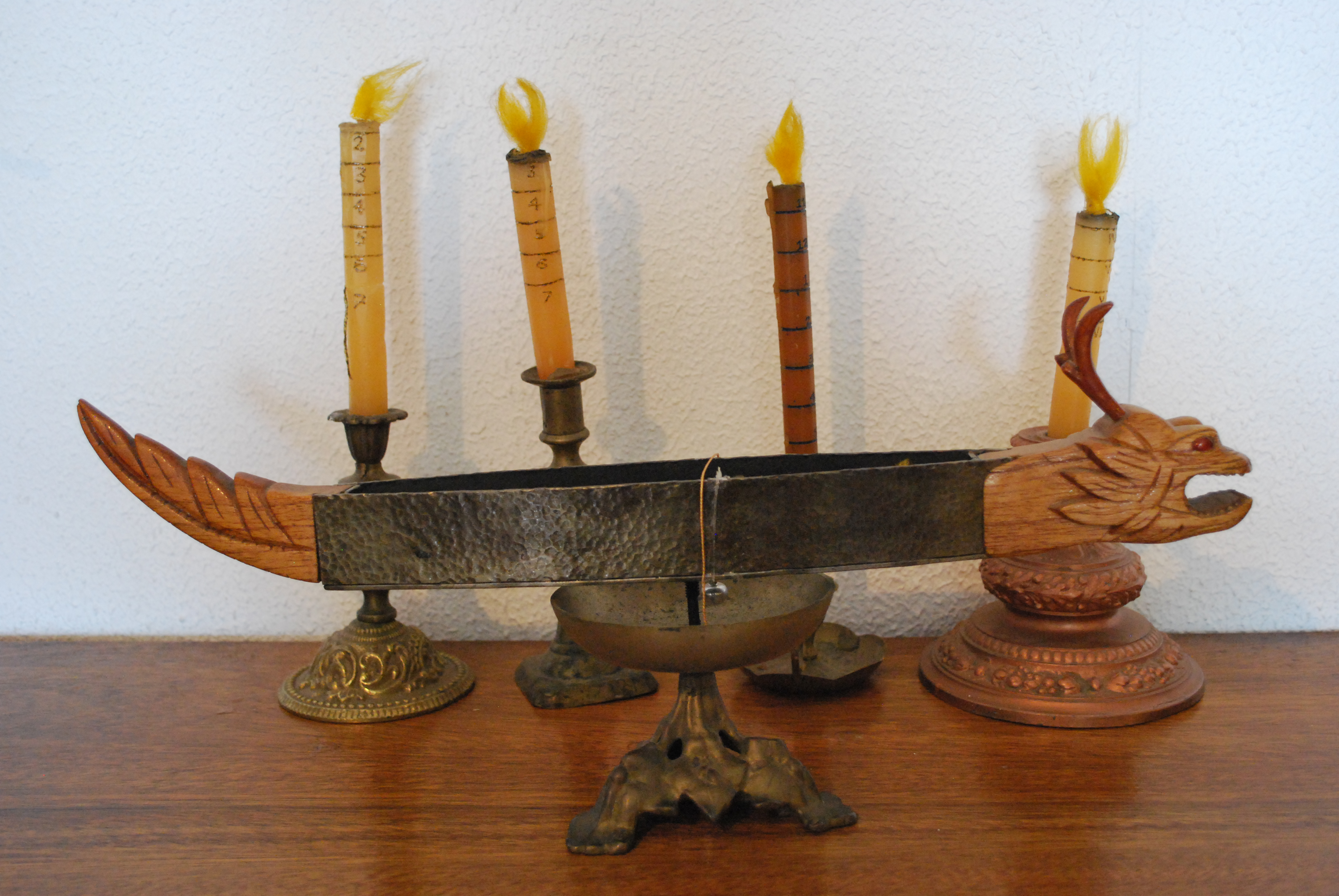
Reloj de fuego en el museo del Reloj. Zacatlán, Puebla, México

El reloj de fuego es un instrumento de medición del tiempo en relación en la velocidad de consumo de un combustible. La primera referencia a este tipo de sistema de medición se ubica hacia el siglo V d. C. en la antigua China a través de un poema de You Jiangu en el cual se menciona su importancia. 

## Tipos de relojes
Los tipos más comunes de relojes de fuego eran:
- La vela, como unidad o graduada con marcas regulares en su longitud. Se han utilizado desde la Edad Media velas en las iglesias para controlar los tiempos de vigilia, también eran comunes en la sociedad de la Antigua Roma, con marcas regulares a lo largo de la cera para regular el tiempo transcurrido con mayor precisión.

- La mecha, de igual funcionamiento que el de la vela graduada pero más regular en su consumo y más práctica, según el libro editado a Leipzig (1726) les fue fundamental a los soldados alemanes en la Primera Guerra Mundial durante las largas noches de guardia en las que era imprescindible el sigilo. También era comúnmente usada por los mineros, para retardar el encendido de la mecha "rápida" de los explosivos.

- Las barras de incienso en oriente, una preparación de resinas aromáticas vegetales, a las que a menudo se añaden aceites esenciales de origen animal o vegetal. Esta barra de incienso gradualmente se quemaba cortando unos hilos colocados sucesivamente a lo largo de la longitud de un canal, al cortar los hilos hacía caer un trozo de metal sobre una bandeja a intervalos regulares, causando un «clang», generando una señal cada intervalos regulares.[1]